# Port lotniczy Notodden
Port lotniczy Notodden – krajowy port lotniczy położony w Notodden. Jest jednym z największych portów lotniczych w południowej Norwegii.

## Linie lotnicze i połączenia
Od 24 czerwca 2022 r. nie ma regularnych połączeń lotniczych z lotniska Notodden.